# 异棘海菊蛤
异棘海菊蛤（学名：Spondylus gaederopus）是莺蛤目海菊蛤科海菊蛤属的一种。主要分布于中国大陆，常栖息在低潮限制潮下线，以右壳营固着生活。